# Tetrastemma cassidens
Tetrastemma cassidens är en djurart som tillhör fylumet slemmaskar, och som först beskrevs av Fischer och Marenzeller 1886.  Tetrastemma cassidens ingår i släktet Tetrastemma och familjen Tetrastemmatidae. Inga underarter finns listade i Catalogue of Life.